# Trichoniscus brasiliensis
Trichoniscus brasiliensis är en kräftdjursart som beskrevs av Andersson 1960. Trichoniscus brasiliensis ingår i släktet Trichoniscus och familjen Trichoniscidae. Inga underarter finns listade i Catalogue of Life.